# Labastide-sur-Bésorgues
Labastide-sur-Bésorgues település Franciaországban, Ardèche megyében. Lakosainak száma 282 fő (2022. január 1.). Labastide-sur-Bésorgues Aizac, Burzet, Juvinas, Lachamp-Raphaël, Laviolle, Péreyres, Saint-Pierre-de-Colombier, Vallées-d’Antraigues-Asperjoc és Antraigues-sur-Volane községekkel határos.

## Népesség
A település népességének változása:
| Lakosok száma | 248  | 183  | 192  | 217  | 257  | 260  | 258  | 248  | 259  | 282  |
|               | 1968 | 1982 | 1990 | 2006 | 2013 | 2015 | 2017 | 2019 | 2020 | 2022 |